# Cantone di Pont-à-Marcq
Il Cantone di Pont-à-Marcq era una divisione amministrativa dell'arrondissement di Lilla.
È stato soppresso a seguito della riforma complessiva dei cantoni del 2014, che è entrata in vigore con le elezioni dipartimentali del 2015.
Comprendeva i comuni di:
- Attiches
- Avelin
- Bersée
- Ennevelin
- Fretin
- Mérignies
- Moncheaux
- Mons-en-Pévèle
- La Neuville
- Ostricourt
- Phalempin
- Pont-à-Marcq
- Thumeries
- Tourmignies
- Wahagnies